# Livshjulet
Livshjulet (Noors: het Levenswiel) is een sculptuur van Gustav Vigeland in het Vigelandpark in het Frognerpark in Oslo. Het beeld is gemodelleerd in 1933 en 1934 en werd tentoongesteld in 1949. Livshjulet is een symbool van onder meer de bederfelijke sterfelijkheid en de eeuwigheid. Livshjulet betekent in het Noors het levenswiel.
Tussen Livshjulet en het monoliet plateau staat een zonnewijzer.

## Kort over het Vigelandpark
Het plan voor het Vigelandpark werd door Gustav Vigeland in 1914. Een beeldenpark met meerdere beeldengroepen rond een fontein. Hij ging zijn werkwijze afstemmen op het ontwerpen voor de openbare ruimte. Het park is nu een complex met een reusachtige verzameling van meer dan 200 bronzen en stenen beelden van Vigeland.